# Avia B.135 Lyastovica
Avia B.135 Lyastovica är ett tjeckoslovakiskt jaktplan, som vid tiden för sin tillkomst kunde betraktas som likvärdigt med såväl Spitfire Mk I som Messerschmitt Bf 109. Endast ett mycket litet antal av planet tillverkades, eftersom Tyskland, efter invasionen av Tjeckoslovakien, avbröt tillverkningen till förmån för Bf 109.